# دي لامبتون
دي لامبتون (بالإنجليزية: Dee Lampton)‏ هو ممثل أمريكي، ولد في 6 أكتوبر 1898 بفورت وورث في الولايات المتحدة، وتوفي في 2 سبتمبر 1919 بنيويورك في الولايات المتحدة.

## أعمال

### أفلام
- (1915) ليلة في العرض

## وصلات خارجية
- دي لامبتون على موقع IMDb (الإنجليزية)
- دي لامبتون على موقع أول موفي (الإنجليزية)
- دي لامبتون على موقع قاعدة بيانات الفيلم (الإنجليزية)